# 液位计
液位计，是测量反应釜、锅炉、储罐等容器装置内液体高度的装置，按照安全防爆性能可分为：本安型液位计、隔爆型液位计、磁致伸缩型液位计等。其中测量水位的可被称为“水位计”。液位计有机械型的液位计和电子液位计（如：伺服液位计和雷达液位计）等。